# Paper Gods
Paper Gods è il quattordicesimo album in studio del gruppo musicale britannico Duran Duran, pubblicato l'11 settembre 2015.

## Successo commerciale
L'album ha raggiunto la seconda posizione nella classifica italiana., la quinta in Gran Bretagna e la decima negli USA

## Tracce
Edizione Standard
1. Paper Gods (feat. Mr Hudson) – 7:04
2. Last Night in the City (feat. Kiesza) – 4:44
3. You Kill Me with Silence – 4:26
4. Pressure Off (feat. Janelle Monáe & Nile Rodgers) – 4:21
5. Face for Today – 3:52
6. Danceophobia (feat. Lindsay Lohan) – 4:14
7. What Are the Chances? (feat. John Frusciante) – 4:55
8. Sunset Garage – 4:43
9. Change the Skyline (feat. Jonas Bjerre) – 3:57
10. Butterfly Girl – 3:15
11. Only in Dreams – 6:05
12. The Universe Alone – 5:48

Tracce bonus Edizione Deluxe
1. Planet Roaring – 3:49
2. Valentine Stones – 3:30
3. Northern Lights (feat. John Frusciante) – 5:13

## Formazione

### Gruppo
- Simon Le Bon – voce
- Nick Rhodes – tastiere
- John Taylor – basso
- Roger Taylor – batteria

### Altri musicisti
- Dom Brown – chitarra
- Anna Ross – cori
- Mr Hudson – voce (1)
- Kiesza – voce (2)
- Janelle Monáe – voce (4)
- Nile Rodgers – chitarra, cori (4)
- Lindsay Lohan – voce (6)
- Hollie Cook – voce (8)
- Jonas Bjerre – voce (9)
- John Frusciante – chitarra (7, 10, 12, 15)
- Steve Jones – chitarra (13)
- Davide Rossi – violino
- London Youth Choir – coro (12)